# Луцилій Молодший
Луцилій Молодший (лат. Lucilius Iunior; близько 6 — після 64) — державний діяч та поет часів ранньої Римської імперії.

## Життєпис
Походив з незнатної родини. Народився приблизно у 6 році н. е. в Кампанії. За часів імператора Тиберія розпочав військову службу в рейнських легіонах. Згодом служив у східних та африканських легіонах. Завдяки своїм друзям був прийнятий до стану вершників. У 63 році його призначено прокуратором Сицилії. Остання згадка датується 65 роком. Відомий моральними листами, які писав Ліцилію Луцій Анней Сенека Молодший. Про подальшу долю Луцилія немає відомостей.

## Творчість
З віршів Луцилія відомо лише про поему «Етна», що складається з 644 віршів. Вона присвячена виверженням вулканів. Насамперед розповідається про виверження гори Етна. При цьому пов'язується з міфами та легендами.